# Guardiola de Berguedà
Guardiola de Berguedà település Spanyolországban, Barcelona tartományban. Lakosainak száma 953 fő (2024).

## Földrajza
Guardiola de Berguedà Bagà, Castellar de n’Hug, La Pobla de Lillet, Sant Julià de Cerdanyola, La Nou de Berguedà, Cercs, Vallcebre, Gisclareny, Bellver de Cerdanya, Riu de Cerdanya és Urús községekkel határos.

## Népesség
A település lakosságának változását az alábbi diagram mutatja:
| Lakosok száma | 271  | 666  | 1213 | 1936 | 1329 | 945  | 1007 | 937  | 908  | 953  |
|               | 1717 | 1887 | 1936 | 1960 | 1986 | 2004 | 2009 | 2014 | 2019 | 2024 |